# Stratocles tessullatus
Stratocles tessullatus är en insektsart som först beskrevs av Olivier 1792.  Stratocles tessullatus ingår i släktet Stratocles och familjen Pseudophasmatidae. Inga underarter finns listade i Catalogue of Life.